# 石田寺
石田寺（せきでんじ）は、東京都日野市にある真言宗智山派の寺院。

## 歴史
1361年（康安元年）、当時在任の武蔵国司の開基である。この年に飢饉が発生、多くの人々が餓死したことから、国司が死者の菩提を弔うために仏堂を建立したのが起源である。ところが1377年（永和7年）に早くも廃寺になってしまった。1544年（天文13年）の多摩川の大洪水により、一体の観音菩薩像が流れ着いたため、廃寺跡に観音堂が建てられた。そして1593年（文禄2年）慶心によって寺が中興された。このときに「石田寺」の寺号を名乗っている。
当寺には、板碑を多く所蔵している。また当地は新選組の土方歳三の生まれ故郷でもあり、当寺の墓地には歳三の墓もある。当寺周辺には土方姓の家も多く、土方歳三資料館などの施設もある。

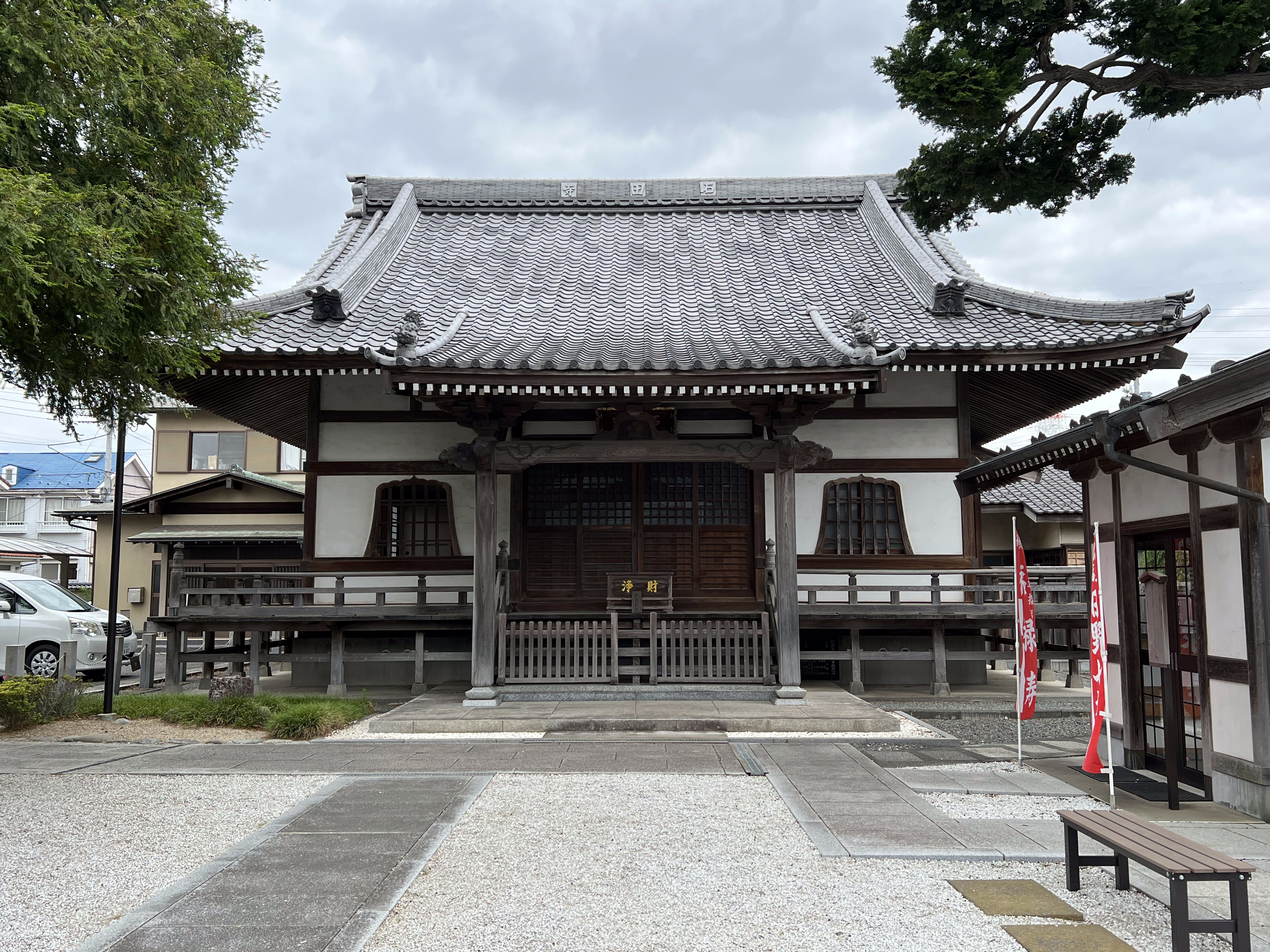
本堂
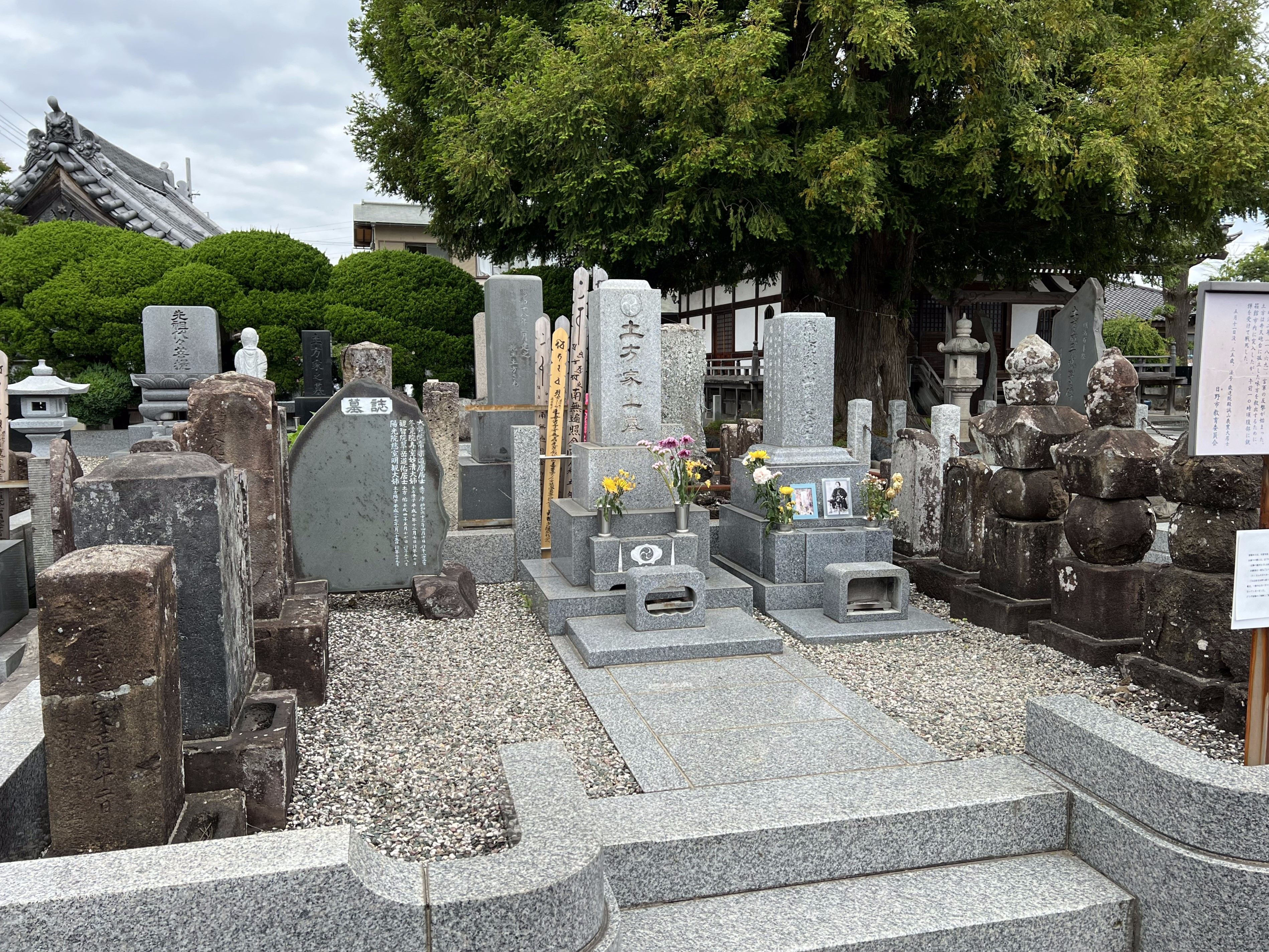
土方家の墓

## 交通アクセス
- 万願寺駅より徒歩9分。